# Põltsamaa (commune)
Pour la ville, voir Põltsamaa.
Põltsamaa (en estonien :  Põltsamaa vald) est une municipalité rurale d'Estonie située dans le comté de Jõgeva. Elle s'étend sur 416,9 km2 et a 4 061 habitants(01.01.2012).

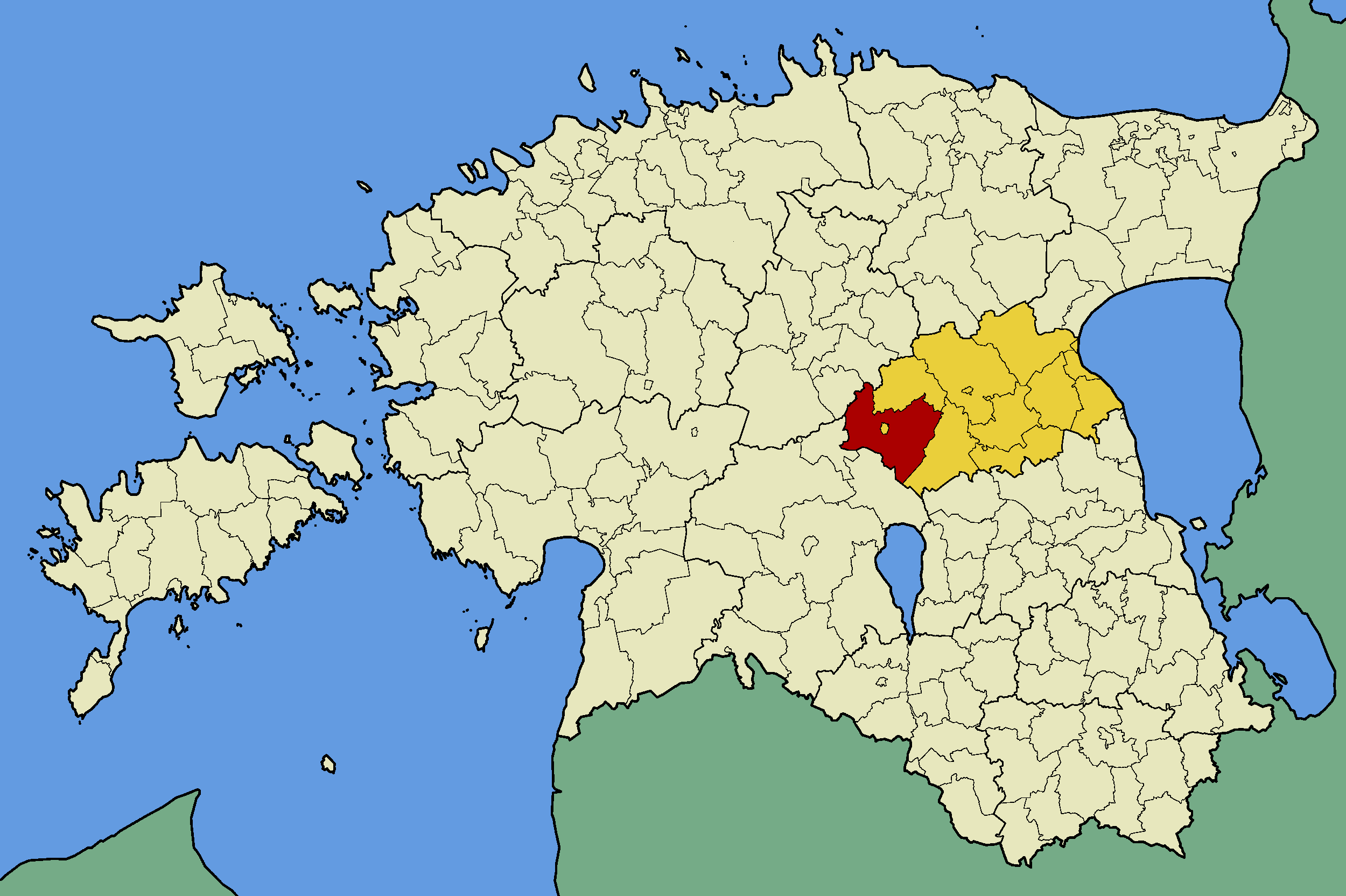
Commune de Põltsamaa (rouge)
dans le Comté de Jõgeva (jaune).

## Municipalité
La municipalité comprend 2 bourgs et 28 villages :

### Bourgs
Adavere, Kamari.

### Villages
Alastvere, Annikvere, Esku, Kaavere, Kablaküla, Kaliküla, Kalme, Kuningamäe, Lebavere, Lustivere, Mõhküla, Mällikvere, Neanurme, Nõmavere, Pauastvere, Pilu, Pudivere, Puduküla, Puiatu, Rõstla, Räsna, Sulustvere, Tõrenurme, Umbusi, Vitsjärve, Võhmanõmme, Võisiku, Väike-Kamari.

## Démographie
| 1922 | 1934 | 1939 | 1959 | 1970 | 1979 | 1989 | 2000 | 2010 |
| ---- | ---- | ---- | ---- | ---- | ---- | ---- | ---- | ---- |
| 2100 | 2609 | 3034 | 3667 | 4523 | 4923 | 5261 | 4802 | 4666 |

## Jumelages
La ville de Põltsamaa est jumelée avec :
- Kokemäki (Finlande)
- Sollefteå (Suède)
- Skrunda (Lettonie)

## Galerie

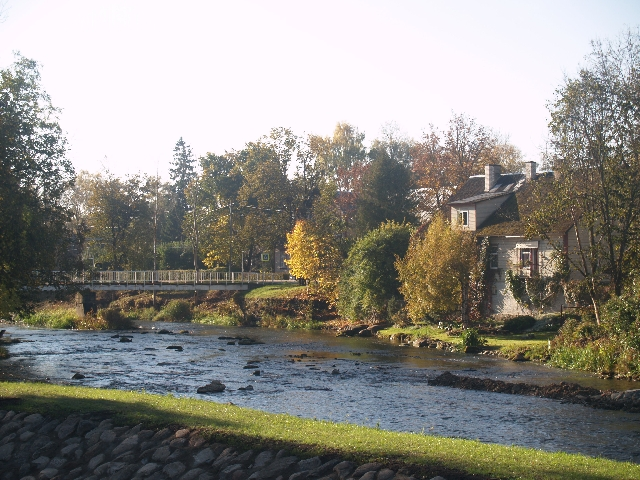
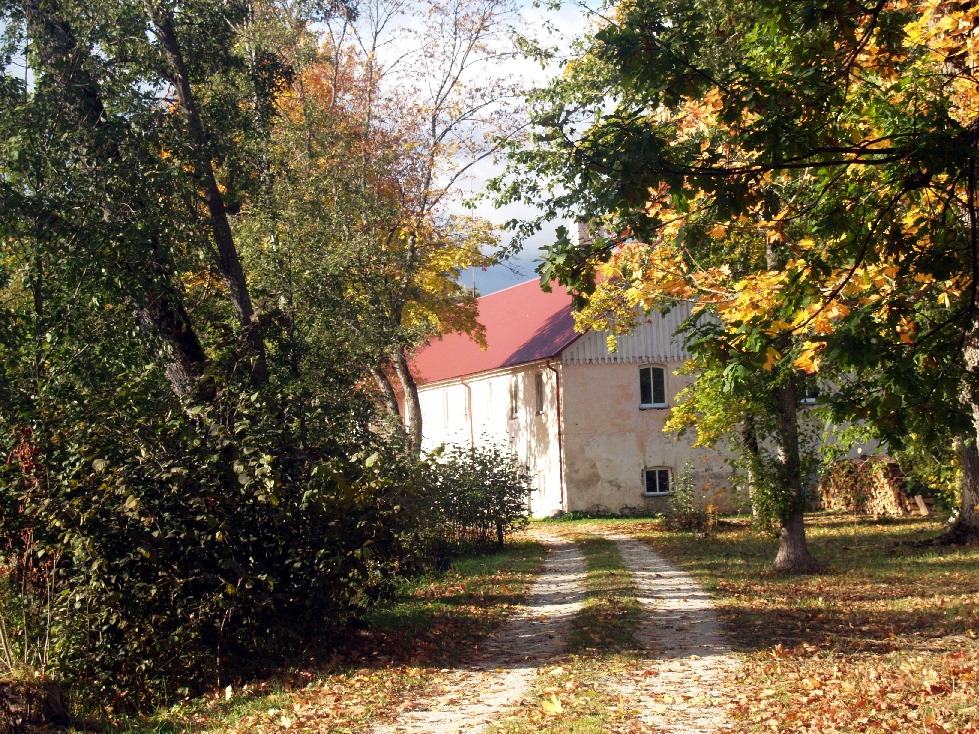
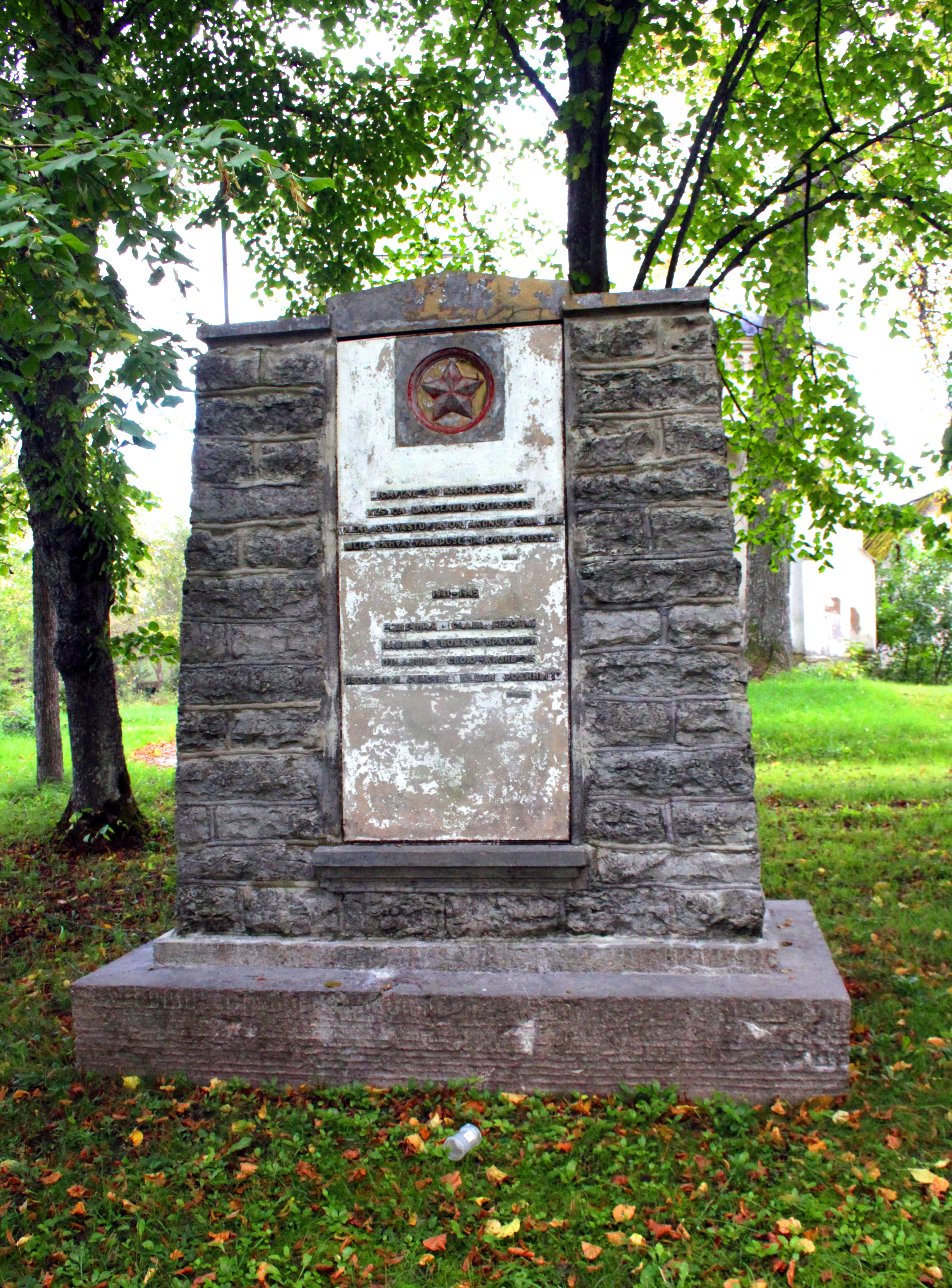
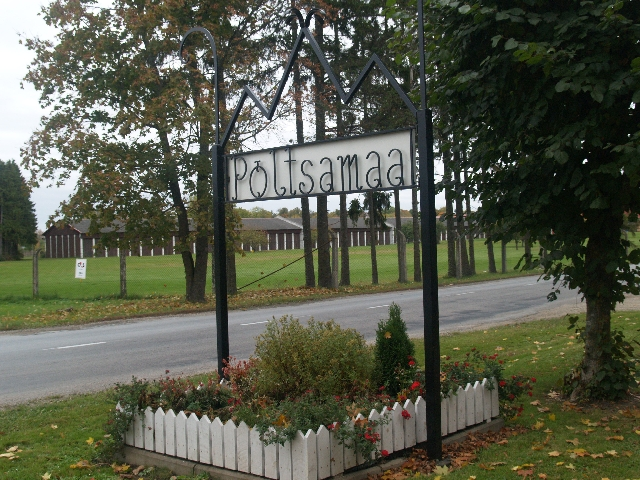
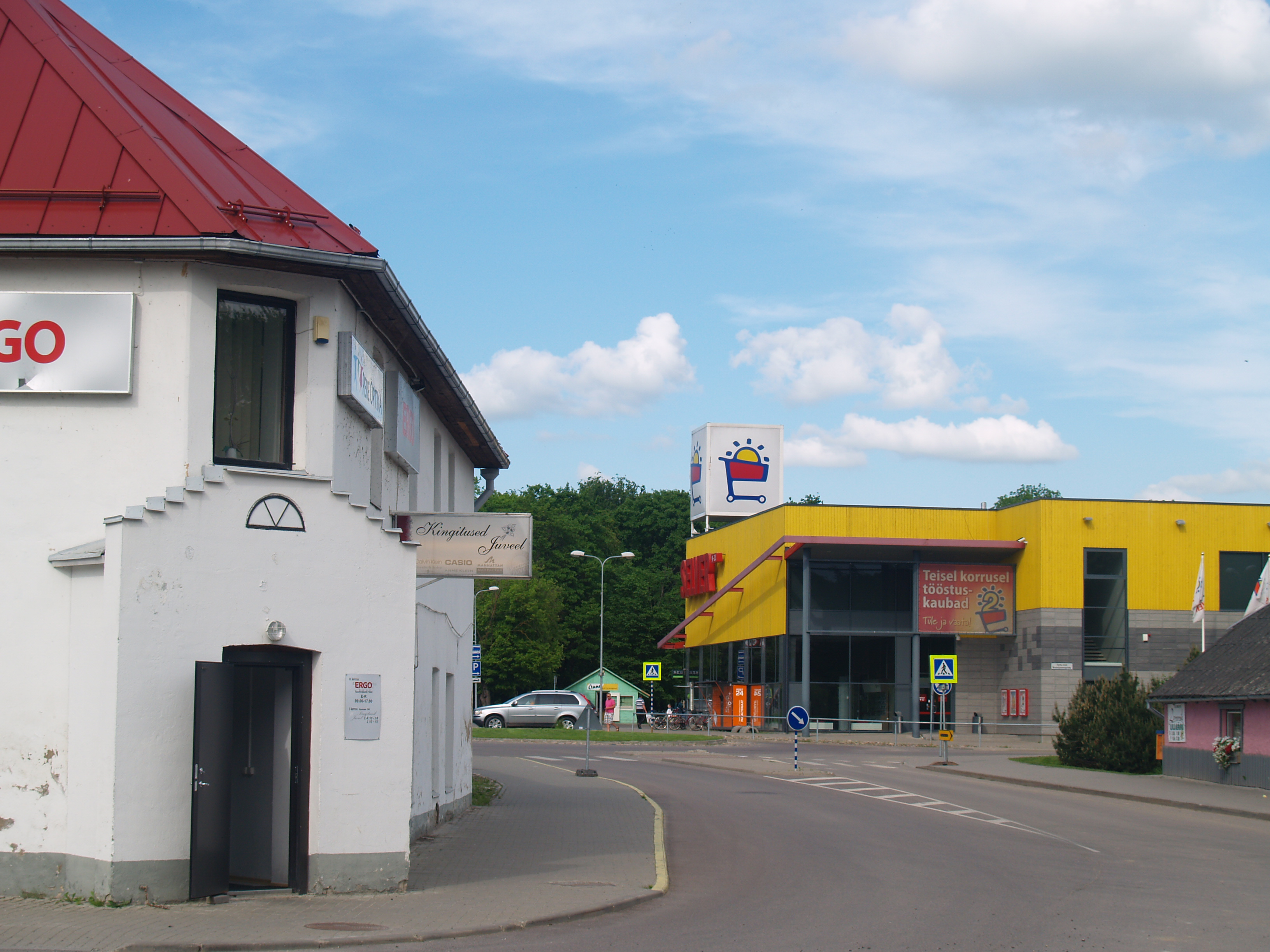
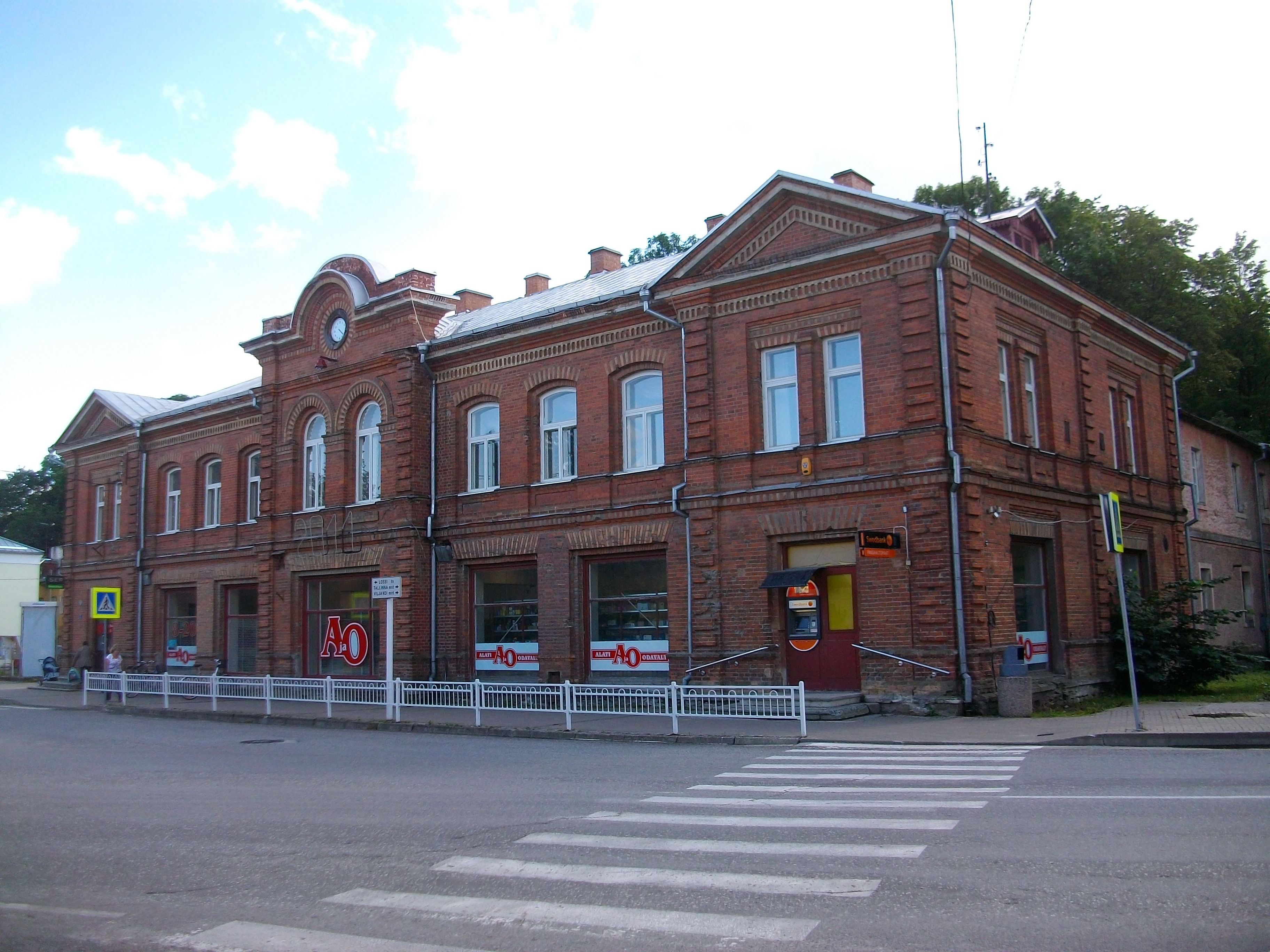
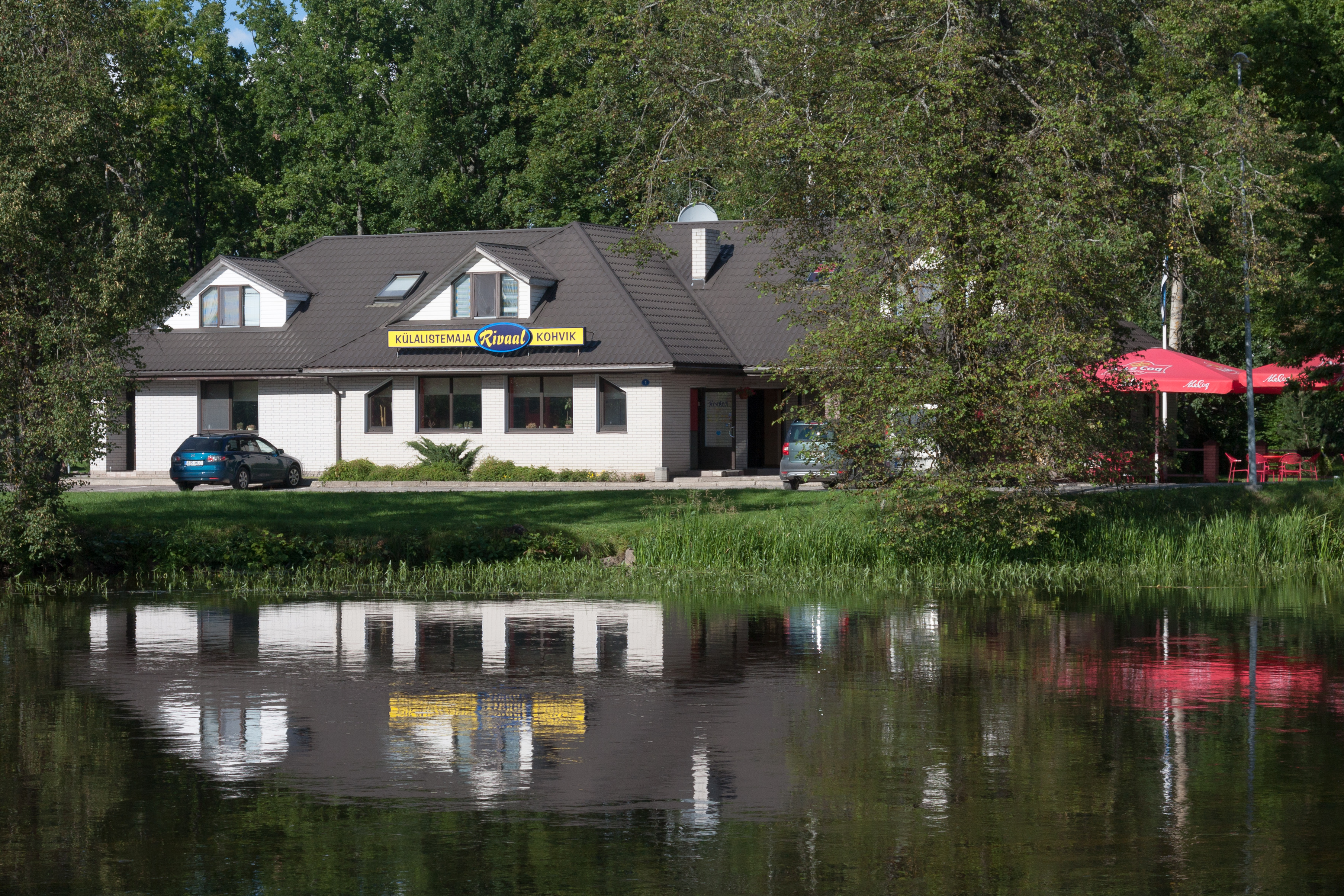
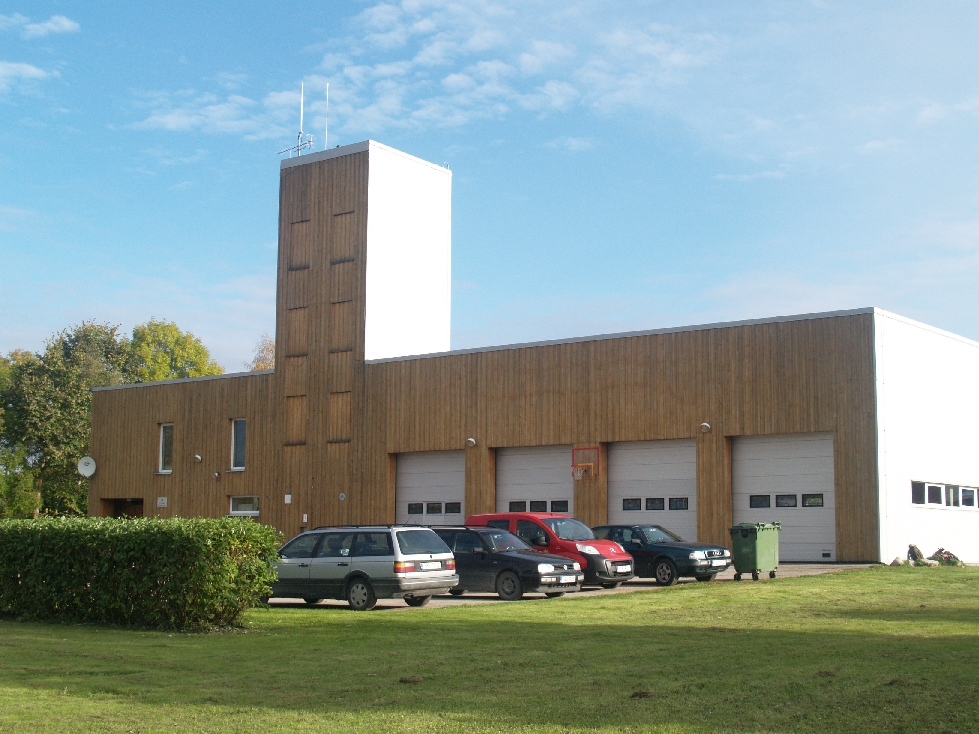
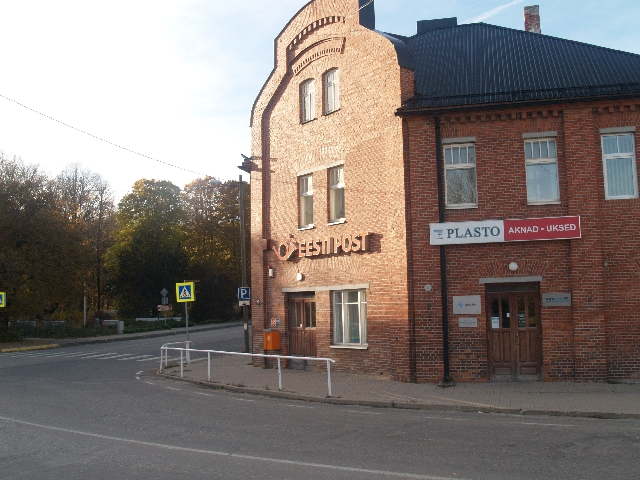
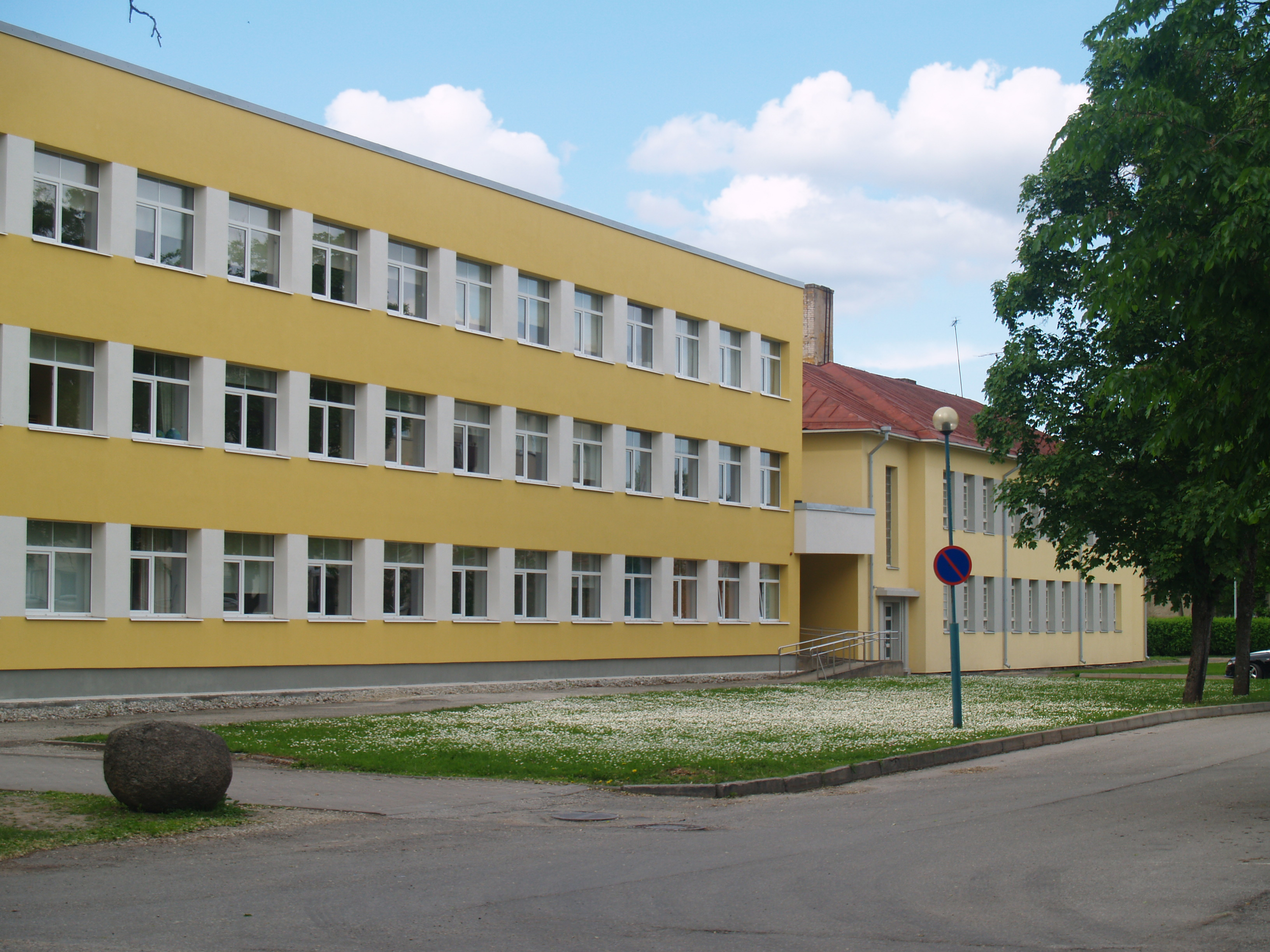